# Estes Kefauver

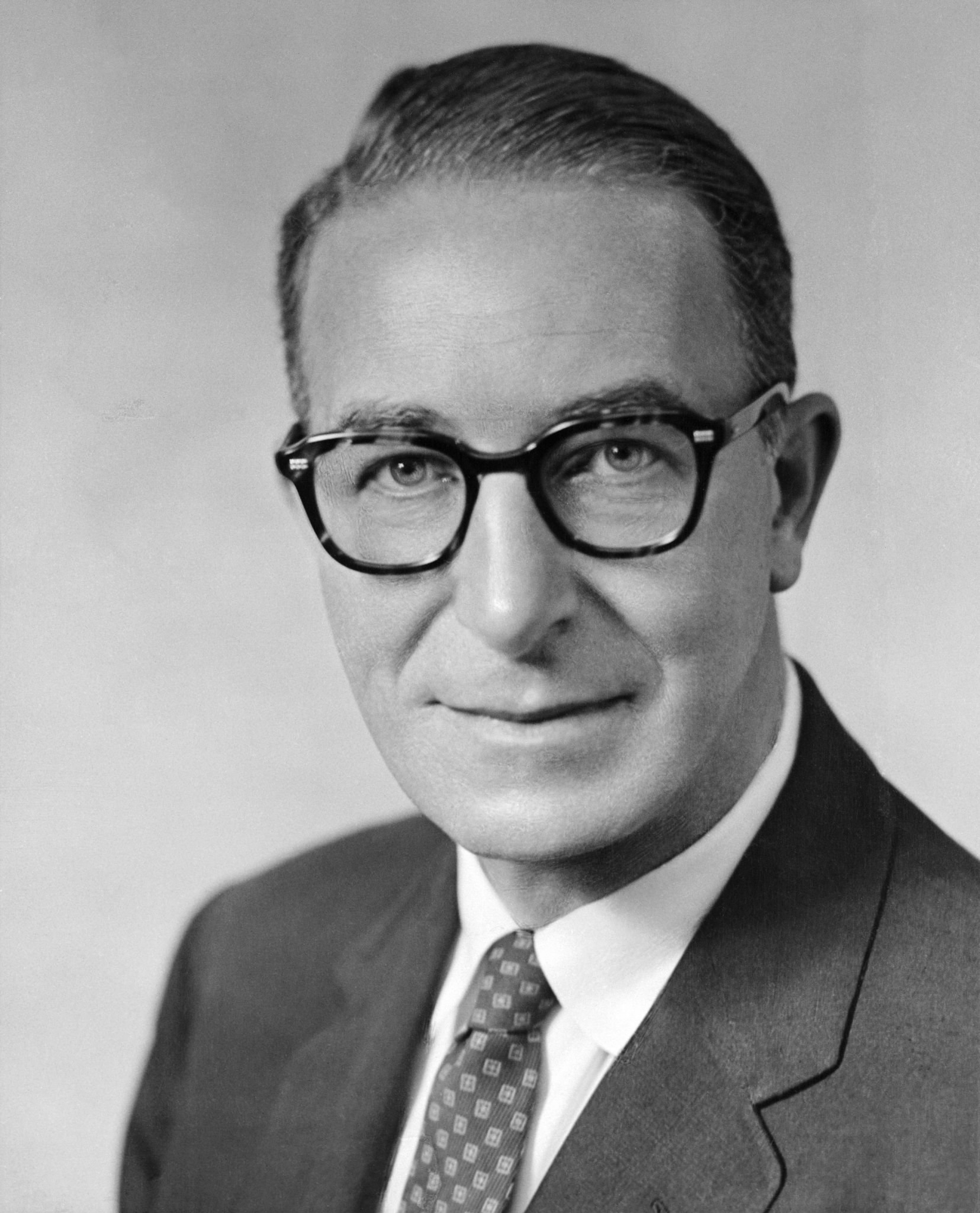
Estes Kefauver

Carey Estes Kefauver (* 26. Juli 1903 in Madisonville, Monroe County, Tennessee; † 10. August 1963 in Bethesda, Maryland) war ein US-amerikanischer Politiker der Demokratischen Partei. Er vertrat den Bundesstaat Tennessee in beiden Kammern des Kongresses.

## Frühe Jahre
Estes Kefauver entstammte einer Pfarrersfamilie. Er studierte an der University of Tennessee bis 1924 Jura und promovierte 1927 an der Yale University. Bereits 1926 war er bei Gericht als Anwalt zugelassen worden. Anschließend war er mehrere Jahre in Chattanooga als Anwalt tätig. Kurz vor Beginn des Zweiten Weltkriegs ließ er sich ins Repräsentantenhaus der Vereinigten Staaten wählen, dem er als Vertreter des dritten Wahlbezirks von Tennessee von 1939 bis 1949 angehörte.

## Politik
Kefauver zog 1949 in den Senat der Vereinigten Staaten ein. Er machte sich bekannt, als er sich gegen private Interessengruppen stellte und ihre Einflussnahme auf die Gesetzgebung anprangerte. Unter anderem ging damit der Einfluss von Edward Crump auf die Politik Tennessees zu Ende, der in den vorherigen Jahrzehnten viel Einfluss auf die Gouverneure des Staates ausgeübt hatte. Von hier aus entwickelte Kefauver eine Kritik der Zusammenhänge zwischen Gangstertum und Politik. Dies führte außerdem dazu, dass der Senat im April 1950 einen Untersuchungsausschuss einsetzte und ihn an dessen Spitze stellte. Im Zuge der Kefauver-Hearings durchreisten Kefauver, Mitglieder und juristische Berater dieses Ausschusses ein Jahr lang die USA. Nach Abschluss ihrer Ermittlungen legte Kefauver Ende April 1951 dem Senat einen aufsehenerregenden Bericht mit einer Reihe von Vorschlägen zur Verbrechensbekämpfung vor. Durch seine Initiative wurden mehrere Verbrecher verhaftet, die bislang unbehelligt davongekommen waren, wie etwa der berühmte Frank Costello. Dies war zudem die erste Senatsuntersuchung, die über das Fernsehen übertragen wurde, und Kefauver wurde so zum ersten politischen Fernsehstar. Durch seine Untersuchungen gewann er wohl einerseits Popularität, erregte aber andererseits selbst innerhalb der eigenen Partei lebhaften Widerspruch, wozu auch seine radikale Einstellung in innenpolitischen Kontroversen beitrug, etwa im Streit um die Unterstützung der Farmer durch den Staat und um die Gleichberechtigung der Rassen. 1956 war er einer von nur drei (demokratischen) Senatoren aus den beteiligten elf Bundesstaaten, die das sogenannte Southern Manifesto – ein Protestschreiben gegen die Rassenintegration – nicht unterzeichneten; 19 andere hatten unterschrieben.

## Präsidentschaftskandidatur
Trotzdem wurde Kefauver 1952 beim Rennen um die Präsidentschaftskandidatur von Adlai Stevenson auf dem demokratischen Parteitag erst im dritten Wahlgang geschlagen. Er machte sich auch Hoffnungen, bei der nächsten Wahl 1956 als demokratischer Präsidentschaftskandidat aufgestellt zu werden. Tatsächlich errang er im März 1956 einen überraschend glatten Sieg über Adlai Stevenson bei den demokratischen Vorwahlen in Minnesota. Auch in anderen Staaten hatte er gute Anfangserfolge, doch wurde er dann in Florida und Kalifornien von Stevenson erneut besiegt. Er wurde dann als Kandidat der Demokratischen Partei für den Posten des Vizepräsidenten nominiert. Die beiden wurden allerdings nicht gewählt, da Dwight D. Eisenhower die Wiederwahl gelang. Kefauver wurde aber wieder in den Senat gewählt, wo er bis zu seinem Tod unermüdlich für die „atlantische Gemeinschaft“ stritt. Er kümmerte sich weiter um die Korruption in Hollywood und in den Gewerkschaften.

## Kampagne gegen Bettie Page
Kefauver führte in den 1950er Jahren eine jahrelange Kampagne gegen das bekannte Modell Bettie Page. Kefauver zwang schließlich im Rahmen der sogenannten Kefauver-Hearings ihren Produzenten Irving Klaw alle Negative und Filmmaterialien von Page zu vernichten. Dieses Vorgehen trug zu ihrem Karriereende bei.

## Familie
Kefauver war mit Nancy Pigott verheiratet und hatte zwei Söhne und zwei Töchter. Er ist Mitverfasser des Buches „20 th. Century Congress“. Im Alter von 60 Jahren starb Kefauver am 10. August 1963 im Bethesda Naval Hospital nach einem Herzanfall.

## Film
- Im Spielfilm Der Tiger von 1951 spricht Kefauver die Einleitung.
- In Stadt im Würgegriff gab er 1952 am Ende des Films eine Erklärung ab.
- 1999: Im Film Meyer Lansky – Amerikanisches Roulette verkörpert Francis Guinan den Senator Estes Kefauver, welcher den Kosher-Nostra-Kopf Meyer Lansky vor seinen Ausschuss vorlädt.
- 2005: Im Film The Notorious Bettie Page gerät die Hauptperson in das Fadenkreuz eines Senatsausschusses, welcher von Estes Kefauver geleitet wird. Er wird in diesem Film von David Strathairn gespielt.